# Octopus (Bellewaerde)
Octopus was een polyp in het Belgische dieren- en attractiepark Bellewaerde Park. De attractie werd in 1980 gebouwd in het park door de firma's Carrouselbouw Holland (CAH) en Van Velzen.
De attractie stond opgesteld in themagebied Canada, nabij de Screaming Eagle en de Big Chute. In 2007 werd de attractie afgebroken wegens zijn ouderdom. Vervolgens werd de rupsbaan Peter Pan uit themagebied India in 2008 naar deze locatie verplaatst.
Afbeeldingen